# Jeff Davis
Jeff Davis (nascido Jefferson Davis 6 de Maio de 1862 – 3 de Janeiro de 1913) foi um político filiado ao Partido Democrata que exerceu como o 20° Governador do Arkansas de 1901 até 1907 e no Senado dos EUA de 1907 até 1913. Assumiu o cargo sendo um dos primeiros governadores do Novo Sul do Arkansas e provou ser uma das figuras mais polarizadoras do estado. Davis usou sua lábia e aptidão para a demagogia para explorar os sentimentos existentes de frustração agrária entre os pobres agricultores brancos e, assim, criou um grande apelo populista. No entanto, como Davis frequentemente culpava os habitantes da cidade, os negros e os nortistas pelos problemas na fazenda, o estado foi rapidamente e ardentemente divergido em grupos "pró-Davis" ou "anti-Davis".
Davis começou sua carreira política como Procurador-Geral do Arkansas, onde imediatamente começou a fazer movimentos políticos. Suas funções contestaram a legalidade da Lei Kimball State House e fez uma interpretação extraterritorial extremamente controversa da Lei Rector Antitrust. Sua luta para impedir que relações de confiança fizessem negócios no Arkansas e as medidas extremas que fez para reforçar sua opinião seriam um tema comum ao longo de sua carreira política. Ganhou credibilidade entre os pobres agricultores brancos, que se tornariam sua base.
Os três mandatos de dois anos de Davis como governador "produziram mais política do que governo", mas ganhou a construção de uma nova câmara do estado e reformou o sistema penal. Uma série quase constante de escândalos e comportamento ultrajante caracterizou seu mandato, que continuou quando venceu a eleição para o Senado em 1906. Davis é frequentemente classificado com políticos populistas como Benjamin Tillman, Robert Love Taylor, Thomas E. Watson, James K. Vardaman, Coleman Livingston Blease e depois Huey Long, figuras controversas que eram demagogos sulistas, populistas e líderes políticos.

## Primeiros anos

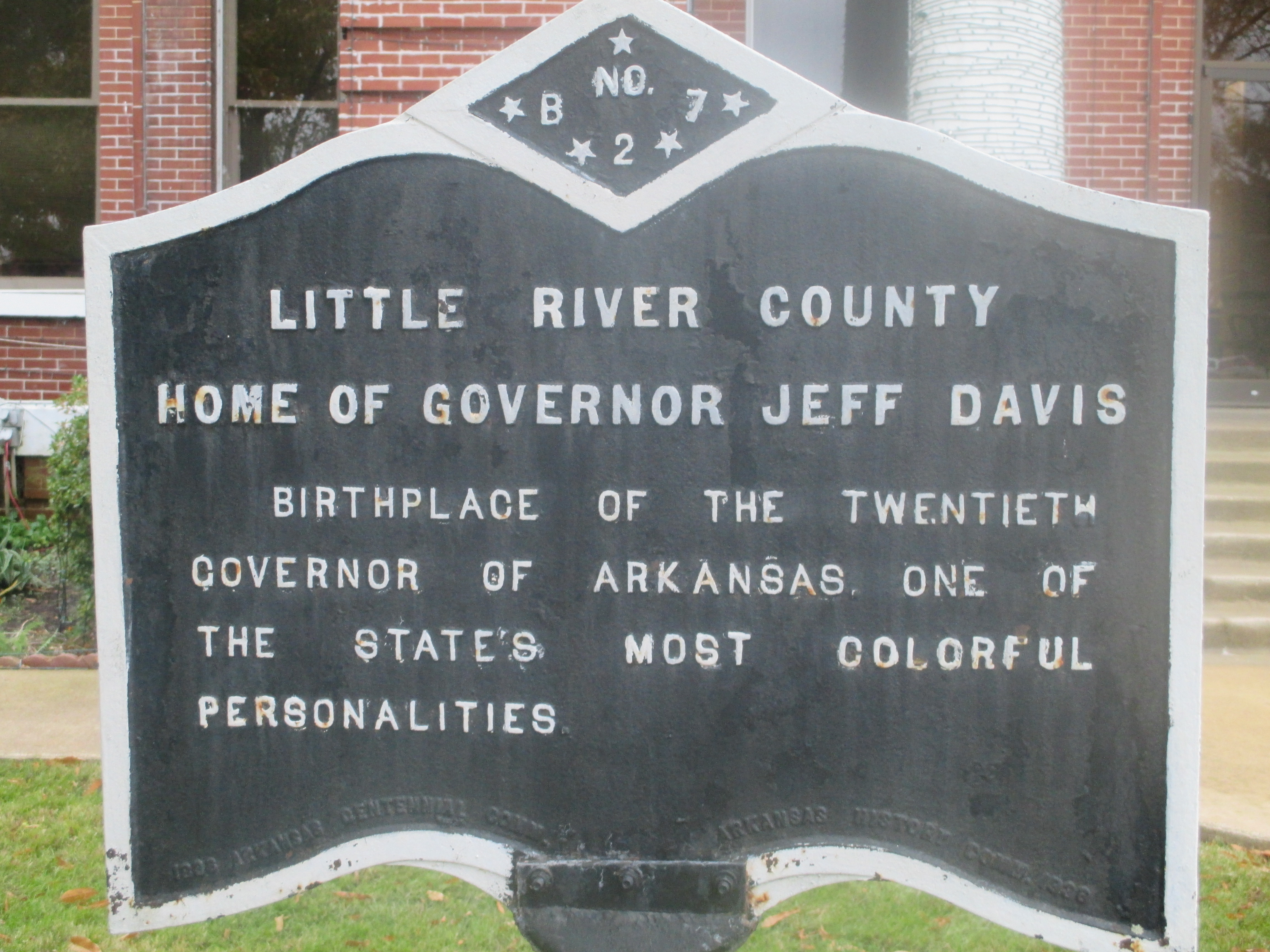
Placa histórica do local de nascimento do Governador Jeff Davis

Davis nasceu perto de Rocky Comfort, no Condado de Little River, no sudoeste do Arkansas. Seus pais eram Lewis W. Davis, um pastor Batista nascido no Kentucky, e sua esposa Elizabeth Phillips, nascida em Tuscaloosa, no Alabama. Lewis Davis não fez parte do exército Confederado até ser convocado em 1864. Nomeou seu único filho em homenagem a Jefferson Davis, então Presidente dos Estados Confederados da América. Seu serviço militar foi amplamente realizado como capelão, mas deixou a ministração após a guerra e se tornou advogado.

### Guerra Civil Americana e Reconstrução
Nenhuma batalha da Guerra Civil foi combatida dentro dos limites do Condado de Sevier, mas havia muitas oportunidades para a guerra impressionar o jovem Jeff Davis. Depois que a União capturou Little Rock em 1863, o capitólio do estado foi transferido para Washington. O General da União Nathaniel Banks mais tarde liderou a Campanha Red River pelo condado, uma tentativa fracassada de capturar Shreveport, Louisiana, através do sudoeste do Arkansas. A partir de 1865, Laynesport, não muito longe da propriedade de Davis, foi fortificada como guarnição Confederada. Talvez igualmente indelével foi o romantismo do mito "Causa Perdida" nos anos seguintes à guerra; a maioria dos residentes do sudoeste do Arkansas permaneceram fortes apoiantes dos Confederados.
Após a guerra, Lewis Davis foi eleito para exercer como juiz de paz e de condado do Condado de Sevier e, posteriormente, de Little River após sua criação pela câmara do estado em 1867. No ano seguinte, a Reconstrução do Congresso ou Radical tiraram Davis e a maioria dos outros Democratas do cargo banindo temporariamente ex-Confederados do cargo e aprovando emendas para libertar libertos. Os apoiadores Confederados não aceitaram essa revisão política, recorrendo a grupos de vigilantes como o Ku Klux Klan e os Knights of the White Camelia para intimidar negros e Republicanos. A essência agitada e de desordem do Condado de Little River era especialmente condutora para gangues, bandidos e violência.
Eventualmente, a situação se transformou em tanta anarquia que o governador Powell Clayton declarou lei marcial em Little River e em outros nove condados para restaurar a ordem. O Bandido Cullen Baker inicialmente reuniu um grupo para se opor à milícia de Clayton, mas após vários confrontos, a milícia ganhou o controle do condado. A história local fala de estupro, tortura, assassinato e depredação de negros e brancos simpatizantes aos Republicanos pela milícia nos meses seguintes. Os meses da lei marcial foram posteriormente descritos por Jeff Davis como o "episódio mais cruel de sua juventude". Em 1869, a família Davis mudou-se para Dover, Arkansas, no Vale do Rio Arkansas.

### Mudança para o Condado de Pope
Após uma mudança para o Condado de Pope, Lewis Davis descobriu que seu serviço anterior como juiz rapidamente o elevou dentro de uma comunidade jurídica muito pequena. No entanto, a família Davis mudou-se para uma situação pós-guerra que era igualmente violenta à do Condado de Little River e enraizada profundamente no passado do Condado de Pope. Com a população dividida em grupos cidade-país e União-Rebelde, ambos os lados mantiveram rancor por muito tempo após o término da guerra. O domínio Republicano do governo local resultou em ressentimento dos ex-Democratas Confederados, e a situação explodiu em 1872. No que mais tarde foi conhecido como Guerra da Milícia do Condado de Pope, o condado caiu em uma anarquia por seis meses, resultando em assalto, assassinato e depredação. Os Democratas do Condado de Pope se tornaram heróis em todo o estado por fornecer abertamente resistência armada à milícia do estado de Powell Clayton. Tal violência na Reconstrução continuou a ter um forte efeito sobre Jeff Davis, de dez anos de idade.

## Educação e início da carreira

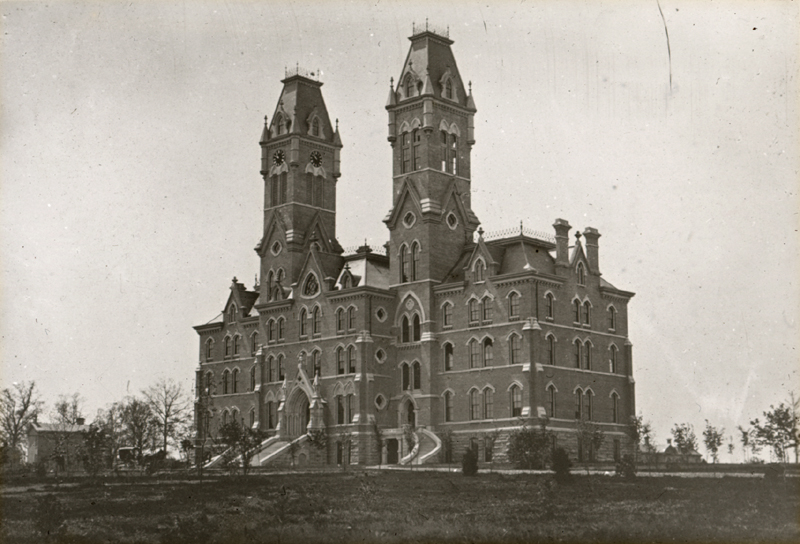
Edifício Principal como teria sido quando Davis frequentou a Faculdade de Direito de Vanderbilt em 1880

Davis frequentou escolas públicas em Russellville, Arkansas. Depois de ser rejeitado pela West Point em 1878, Davis se matriculou na Universidade do Arkansas em Fayetteville, onde estudou até 1880. Transferiu-se para a Universidade Vanderbilt em Nashville, Tennessee. Embora tenha concluído o curso de dois anos em direito em um ano, a Faculdade de Direito da Universidade de Vanderbilt reteve seu diploma por não atender ao requisito de residência.
Com a ajuda da influência de seu pai, Davis retornou a Russellville no verão de 1881 e foi aceito na Ordem de Arkansas, apesar de ser menor de idade. No outono de 1881, Davis se matriculou na Universidade Cumberland, que conseguiu seu diploma em direito em Maio de 1882.
Agora com vinte anos, Davis ingressou na advocacia de seu pai, L.W. Davis and Son, Attorneys, em Russellville como sócio júnior. Focando em casos de propriedade, a advocacia tornou-se muito bem-sucedida. O velho Davis, impulsionado por uma crescente advocacia enquanto trabalhava como editor de jornais, corretor imobiliário e promotor local, tornou-se um dos cidadãos mais bem-sucedidos do condado. O velho Davis venceu a eleição para a Assembleia Geral do Arkansas em 1877. Jeff Davis se envolveu profundamente em campanhas políticas em 1884.
Depois de apoiar Grover Cleveland nas eleições presidenciais de 1888, Davis decidiu concorrer a promotor público no Quinto Distrito Judicial no período seguinte.

## Política
Na época, o Sul era governado por um sistema não-oficial de partido único, com a hegemonia Democrata, a supremacia branca e a privação de negros permanecendo entrelaçadas após a Reconstrução e até o século XX. Homens brancos proeminentes proprietários de terras da antiga classe de plantadores foram devolvidos ao poder por apoiadores Democratas e conhecidos como Redentores nos últimos anos da Reconstrução. Depois de 1877, governaram amplamente os cargos estaduais e nacionais, bem como um número crescente de cargos locais depois que o estado aprovou a privação de direitos dos negros. Procuraram reverter os ganhos Republicanos obtidos durante a Reconstrução e retornar à supremacia branca da Pré-Guerra Civil do Sul, privando a maioria dos negros e impondo Leis de Jim Crow. Uma constituinte paramilitar insurgente, incluindo grupos como o Ku Klux Klan, também ganhou destaque durante o período. Juntamente com brancos comuns, cometeram incontáveis linchamentos e outros atos de violência contra Republicanos, negros e outros grupos.

### Estilo e contemporâneos
Davis é frequentemente classificado com políticos como Benjamin Tillman, Robert Love Taylor, Thomas E. Watson, James K. Vardaman, Coleman Livingston Blease e, mais tarde, Huey Long, figuras controversas que eram demagogos Sulistas, populistas e líderes políticos. Davis foi um dos muitos políticos demagogos Sulistas que subiram ao poder com uma mensagem populista de frustração agrária com grandes empresas e elites. Sua linguagem grosseira, insultos e encenação foram todos criados para aprimorar suas credenciais de "homem comum". Davis fez sua carreira na direção dos interesses comerciais, jornalísticos e população urbana para atrair os cidadãos rurais pobres, a maioria da população. Retratou-se como "apenas mais um pobre rapaz do campo" contra os interesses monetários que impediam o homem comum. Davis costumava usar palavras como "redneck" ou "hillbilly", mas como termos carinhosos e não pejorativos, uma técnica que Huey Long aprenderia com Davis e depois usaria com sucesso na Louisiana.
Como muitos de seus contemporâneos, Davis usou uma retórica fortemente racista e segregacionista. Embora Davis não tenha conseguido implementar muitas de suas promessas racistas no toco, apoiou a privação de negros, a segregação dos impostos escolares e a supremacia branca. Atacou o seu oponente a governador em 1904, Carroll D. Wood, por nomear um homem negro como comissário do júri e prometeu que "nenhum homem poderia ser nomeado para o cargo sob meu governo, a menos que fosse homem branco, Democrata e um homem como Jeff Davis".
Dizia-se que muitos de seus apoiadores acreditavam incorretamente que Davis fosse parente do Presidente Confederado Jefferson Davis, que o político não fez nada para desencorajar e pode ter secretamente encorajado.

### Início da carreira
Davis atuou como procurador do Quinto Distrito Judicial do Arkansas de 1892 até 1896.

#### Procurador-Geral
Foi eleito como Procurador-Geral do Arkansas e exerceu de 1898 até 1901.

#### Governador
Eleito em 1900, Davis exerceu como Governador do Arkansas de 1901 até 1907.
Em 1905, quando o Presidente dos EUA Theodore Roosevelt visitou Arkansas, Davis o cumprimentou com um discurso que defendia o linchamento como um meio de controle social. Roosevelt respondeu com um discurso mais calmo que defendia o estado de direito.

### Senado dos EUA
Davis foi eleito ao Senado dos EUA pela câmara do estado, como era habitual na época, exercendo um mandato de 4 de Março de 1907 até sua morte. Foi presidente do Comitê no Mississippi e seus Tributários.

## Morte
Davis exerceu no Senado até sua morte em 1913. Está sepultado no histórico Cemitério Mount Holly, em Little Rock, Arkansas.